# Trauma (película de 2004)
Trauma es una película  de Reino Unido  dirigida por  Marc Evans  en 2004, y protagonizada por Mena Suvari, Brenda Fricker, Colin Firth, Tommy Flanagan, Naomie Harris, Sean Harris.

## Sinopsis
Cuando Ben despierta del coma en que le sumió un accidente de tráfico descubre que Elisa, su esposa, ha fallecido y todo su mundo parece desaparecer con ella. Hundido, intenta rehacer su vida mudándose a una nueva casa donde va a conocer a Charlotte, una guapa vecina. Mientras tanto, los medios de comunicación están obsesionados con la muerte de Lauren Parris, una estrella del pop que podría haber sido asesinada. En principio no tiene mucho que ver con Ben, que permanece ajeno a todo, sumido en su dolor. Sin embargo, un día la policía se presenta en su casa para interrogarle acerca de la diva, en cuyo espectáculo bailaba su mujer.